# Eristena
Eristena é um gênero de mariposa pertencente à família Crambidae.